# Операција Бура 1944.
Операцију Бура покренута је крајем фебруара 1944. на иницијативу четничке Главне команде за Црну Гору и Санџак против партизанске слободне територије у Катунској нахији. За ову операцију четници су обезбедили немачку сарадњу у руковођењу и организацији, и помоћ у трупама, артиљерији и логистици.
Операција је почела нападом из више праваца, од Даниловграда, Љешанске нахије, Ријеке Црнојевића и Цетиња према Чеву 27. фебруара 1944. С обзиром да су нападачи постигли изненађење, потисли су месне партизанске позадинске делове, и 29. фебруара ушли у Чево. Даље наступање према Херцеговини успориле су затечене слабије партизанске снаге.
Против ових снага наступила су три батаљона Друге далматинске бригаде и Први бокељски батаљон ПОГ, који су били ангажовани у припреми напада на Грахово. Ови батаљони су 3. марта из покрета напали и разбили наступајуће четничке и немачке делове, наневши им знатне губитке и натеравши их у бекство. Следећег дана све немачке и четничке снаге вратиле су се на полазне положаје.
Овај пораз додатно је уздрмао четничку организацију у Црној Гори, која се и иначе налазила у кризи.

## Ангажоване снаге
Осовинске снаге
- немачке јединице
  - 215. Абвер труп
  - Ловачко потерно одељење 181. дивизије
  - једна брдска батерија 222. артиљеријског пука
- четничке јединице
  - одред мајора Лашића (око 1.100 бораца)
  - Бјелопавлићка бригада под командом поручника Јакова Јововића (око 600 војника)
  - Љешански и Комански националистички батаљон под командом мајора Васа Вукчевића (око 800 војника)
  - два батаљона (Црмнички и Ријечки) под командом мајора Блажа Гојнића (640 војника)
  - мешовити одред под командом мајора Бошка Петричевића (око 1.600 војника)

Снаге су организоване у сарадњи немачких окупационих органа (Фелдкомандатура 1040 Цетиње и штаб ратног заповедника генералмајора Гајба) са четничким руководиоцима, а тактичко руковођење поверено је штабу 21. корпуса, који је поднео извештај о операцији надређеној Другој оклопној армији.
Снаге НОВЈ
- 3 батаљона Друге далматинске бригаде (око 500 бораца)
- Први бокељски батаљон ПОГ (око 100 бораца)[2]
- делови Ловћенског НОП одреда (око 330 бораца)
- батаљон Зетског НОП одреда (75 бораца)[5]

Оперативно и територијално област операција и захваћене снаге биле су под командом штаба Приморске оперативне групе. Међутим, услед слабих веза, овај штаб је успоставио контролу тек у завршници операција, а кључне тактичке одлуке донео је штаб Друге далматинске бригаде, односно заменик команданта Бруно Вулетић.

## Ток борбе

### Наступање четника и Немаца
На свим правцима, напад је почео 27. фебруара, по јако лошем времену. Колонама под водством мајора Васа Вукчевића и мајора Блажа Гојнића на свом правцу, у Љешанској и Ријечкој нахији, супротставили су се делови Ловћенског НОП одреда (Први ударни батаљон и локалне чете). Због невремена и због отпора наступање ове две колоне било је веома споро. Први ударни батаљон је на Вељој гори у Љешанској нахији задржавао наступајуће колоне три дана. Гојнићеву колону је је Цеклинска чета у Ријечкој нахији одбацила све до Ријеке Црнојевића.
Остале три колоне наилазиле су на слабији отпор. На њиховом правцу наступања налазио се допунски батаљон упућен за формирање Осме црногорске бригаде и батаљон Зетског одреда. Они се нису одсудно ангажовали у борби, већ су се ограничили на задржавајући и ометајући отпор, са циљем да обезбеде потребно време за извлачење збега цивила, који се кретао под заштитом партизанских јединица. Након мањих борби, ове нападне колоне успеле су да досегну Чево 29. фебруара. Јединице су се повукле у дубину Катунске нахије, до села Извори, Ровине и Бата. Одатле је по куриру послат извештај о ситуацији и затражена помоћ од штаба Друге далматинске бригаде, која се налазила према Грахову.

### Противнапад партизана
Штаб Друге далматинске бригаде имао је задатак да организује напад на немачко-четничко упориште Грахово и повезана утврђења, и за тај циљ од штаба ПОГ стављени су му на располагање, поред батаљона Друге далматинске, и два бокељска батаљона, један батаљон Шесте црногорске бригаде и један батаљон Никшићког НОП одреда. Напад је требало да почне 29. фебруара у 22 часа. Међутим, у току дана штаб бригаде добио је обавештење о крутичној ситуацији у области Чева. С обзиром да је ово немачко-четничко наступање угрожавало нападни поредак и операцију, штаб је донео одлуку да из нападног распореда издвоји два батаљона (Први бокељски и Четврти батаљон Друге далматинске), и упути их као обезбеђење према Чеву. Напад на Грахово вођен ослабљеним снагама током ноћи окончан је неуспехом. Следећи напад планиран је за ноћ 2/3. марта. Међутим, с обзиром на ситуацију код Чева где је настављено напредовање четника и Немаца, штаб Друге далматинске одлучио је да одложи напад на Грахово, и да групом од четири батаљона нападне и разбије немачко-четничку групацију код Чева, рашчисти ситуацију, и након тога настави операцију према Грахову.
На дан 3. марта према Чеву формирана је групација од два батаљона Друге далматинске бригаде (1. и 4), један баталљон Шесте црногорске, Први бокељски батаљон, Ловћенски и Зетски партизански одред. Ови батаљони стављени су под команду Бруна Вулетића. Бруно Вулетић је наредио батаљонима да 3. марта у 21 час изненаде, нападну и униште непријатеља у околини Чева. Истог дана у маршу је био и Трећи батаљон Друге далматинске. Он је у покрету добио обаештење о томе да је немачко-четничка група заузела село Бата које је било маршевски циљ батаљона. Батаљон је из покрета напао противничку групацију и разбио је.
У међувремену је почео напад главне групације на правцу Чева. Под ударом, четничке формације су се распале и захватила их је паника. Током ноћи и следећег дана настављено је гоњење четничких група, које се нису засутавли део совјих полазних позиција.
Приликом повлачења четници су претрпели тешке губитке. Укупно, око Бата и Чева, према извештају Друге далматинске, четници су изгубили око 150-160 погинулих, од којих 12 официра (међу њима су били командант цетињског четничког батаљона капетан Иванишевић и поп Крсто Марковић), око 160 рањених, и 107 заробљених.
Након рашчишћавања ситуације у околини Чева, батаљони Друге далматинске поново су ангажовани у нападу на Грахово који је почео 8. марта.

## Закључци сукобљених страна

### Немачки закључци
У ратном дневнику 21. брдског корпуса закључено је да подухват није дао очекиване резултате; те да четници нису способни сами, без учешћа немачких трупа, да изводе операције против комуниста; па им је потребно додељивати тешко наоружање и обезбедити добру везу. Констатовано је да је очишћени терен поново у рукама партизана.
У извештају Другој оклопној армији дата је повољна оцена о 215 Абвер-трупу којег сачињавају добровољци са Кавказа. За пропаст подухвата као разлог је наведена слаба борбена вредност четника без додатих немачких делова.
После одласка немачких снага и започињања неприј. противнапада, четници су се, делом у паничном страху, повукли на своје полазне положаје. Непријатељ је поново заузео терен очишћен операцијом.
7.)Искуства:
а) Грађанска заштита, услед недовољне опремљености и слабог борбеног морала, није погодна за извршавање борбених задатака; жандари, милиција, четници, уз учешће немачких трупа, подесни за борбене задатке и задатке осигурања.
...
е) Приликом сличних операција предуслови за успех су учешће немачких трупа, подршка тешким наоружањем и веза до појединих борбених група.

### Анализа партизанског деловања
Почетна фаза операције показала је да је рад партизанске обавештајне службе био слаб. Иако се радило о операцији ширих размера, која је дуго припремана, обавештајне службе Другог ударног корпуса, Приморске оперативне групе, њихових бригада и одреда, о њој нису сазнале ништа. Услед тога је наступање Немаца и четника постигло пуно изненађење, затекавши на свом путу само слабе борбене и позадинске делове Ловћенског НОП одреда.
Такође, из објективних разлога, веза међу појединим јединицама НОВЈ из објективних разлога веома је слабо функционисала, ослањајући се првенствено на курире. Услед тога штаб Приморске оперативне групе није био у стању да ефикасно руководи операцијом. У таквим околностима, пресудном се показала самоиницијатива штаба Друге далматинске бригаде, који је одложио планирани напад на Грахово, блокиравши Грахово једним батаљоном Друге далматинске и једним бокељским, док је од три батаљона Друге далматинске и Првог бокељског формирана борбена група за интервенцију. Ова борбена група је полетним противнападом разбила четнике и натерала их на повлачење, чиме је решила исход операције.

### Четнички закључци о борбама и о ситуацији
Потпуковник Лашић известио је Михаиловића да се четнички покрет у Црној Гори налази у тешкој ситуацији. Навео је следеће разлоге:
- савезничку пропаганду у корист НОВЈ и материјалну помоћ, што деморалише четнике
- међусобну неслогу и суревњивост старешина
- слабу опрему и наоружање
- деморализацију услед разних неуспеха
- снагу, наоружање и сложан рад комуниста

Комунисти успевају због потпуног њиховог јединства у раду у сваком погледу код свих њихових струја. Нажалост код нас је обратно стање.
Као узроке пораза у операцији у Катунској нахији Лашић је навео лоше временске прилике, и нејединствено и лоше руковођење јединицама.
Крајњи резултат ових акција није најповољнији, нарочито неуспех после заузимања Чева. Главни разлози овога неуспеха су: страшне временске прилике, потпуна неспособност за ноћну борбу свих јединица које су узимале учешћа, сем ове јединице која је била под мојом непосредном командом, грешком свих старешина због немања јединства и неизвршавања додељеног им задатка. Једни су били потчињени мајору Ђукановићу, други Немцима, а потписатом само ово што је под сталном и непосредном мојом командом за све ово време; нажалост пре ове акције био је разбијен Јаничић о чему потписати није био уопште извештен. Овим нашим неуспехом био је отворен пут свим комунистичким групама из Херцеговине за ову акцију те су се груписали и нас натерали на повлачење. Имали смо велике губитке; немање довољног броја аутоматских оруђа и муниције, чиме су комунисти у довољним количинама располагали, и пуно других разлога... После овога неуспеха људство је било деморалисано